# Sossais
Sossais és un municipi francès situat al departament de la Viena i a la regió de la Nova Aquitània. L'any 2007 tenia 403 habitants.

## Demografia

### Població
El 2007 la població de fet de Sossais era de 403 persones. Hi havia 162 famílies de les quals 38 eren unipersonals (17 homes vivint sols i 21 dones vivint soles), 54 parelles sense fills, 62 parelles amb fills i 8 famílies monoparentals amb fills.
La població ha evolucionat segons el següent gràfic:
Habitants censats

### Habitatges
El 2007 hi havia 197 habitatges, 165 eren l'habitatge principal de la família, 11 eren segones residències i 21 estaven desocupats. 195 eren cases i 1 era un apartament. Dels 165 habitatges principals, 134 estaven ocupats pels seus propietaris, 28 estaven llogats i ocupats pels llogaters i 3 estaven cedits a títol gratuït; 2 tenien una cambra, 3 en tenien dues, 25 en tenien tres, 44 en tenien quatre i 91 en tenien cinc o més. 160 habitatges disposaven pel capbaix d'una plaça de pàrquing. A 69 habitatges hi havia un automòbil i a 80 n'hi havia dos o més.

### Piràmide de població
La piràmide de població per edats i sexe el 2009 era:
| Homes | Edats   | Dones |
| ----- | ------- | ----- |
| 0     | 95 o +  | 4     |
| 4     | 90 a 94 | 0     |
| 4     | 85 a 89 | 8     |
| 0     | 80 a 84 | 4     |
| 8     | 75 a 79 | 8     |
| 12    | 70 a 74 | 8     |
| 4     | 65 a 69 | 12    |
| 12    | 60 a 64 | 8     |
| 16    | 55 a 59 | 24    |
| 16    | 50 a 54 | 12    |
| 8     | 45 a 49 | 8     |
| 16    | 40 a 44 | 16    |
| 16    | 35 a 39 | 20    |
| 4     | 30 a 34 | 8     |
| 0     | 25 a 29 | 12    |
| 8     | 20 a 24 | 4     |
| 16    | 15 a 19 | 8     |
| 24    | 10 a 14 | 8     |
| 12    | 5 a 9   | 12    |
| 12    | 0 a 4   | 0     |

## Economia
El 2007 la població en edat de treballar era de 263 persones, 193 eren actives i 70 eren inactives. De les 193 persones actives 172 estaven ocupades (94 homes i 78 dones) i 20 estaven aturades (10 homes i 10 dones). De les 70 persones inactives 29 estaven jubilades, 22 estaven estudiant i 19 estaven classificades com a «altres inactius».

### Ingressos
El 2009 a Sossais hi havia 176 unitats fiscals que integraven 453,5 persones, la mediana anual d'ingressos fiscals per persona era de 16.940 €.

### Activitats econòmiques
Dels 13 establiments que hi havia el 2007, 1 era d'una empresa alimentària, 1 d'una empresa de fabricació d'altres productes industrials, 3 d'empreses de construcció, 3 d'empreses de comerç i reparació d'automòbils, 2 d'empreses d'hostatgeria i restauració, 1 d'una empresa immobiliària i 2 d'entitats de l'administració pública.
Dels 4 establiments de servei als particulars que hi havia el 2009, 3 eren electricistes i 1 restaurant.
L'any 2000 a Sossais hi havia 15 explotacions agrícoles que ocupaven un total de 616 hectàrees.

## Equipaments sanitaris i escolars
El 2009 hi havia una escola elemental integrada dins d'un grup escolar amb les comunes properes formant una escola dispersa.

## Poblacions més properes
El següent diagrama mostra les poblacions més properes.